# Oca (Fluss)

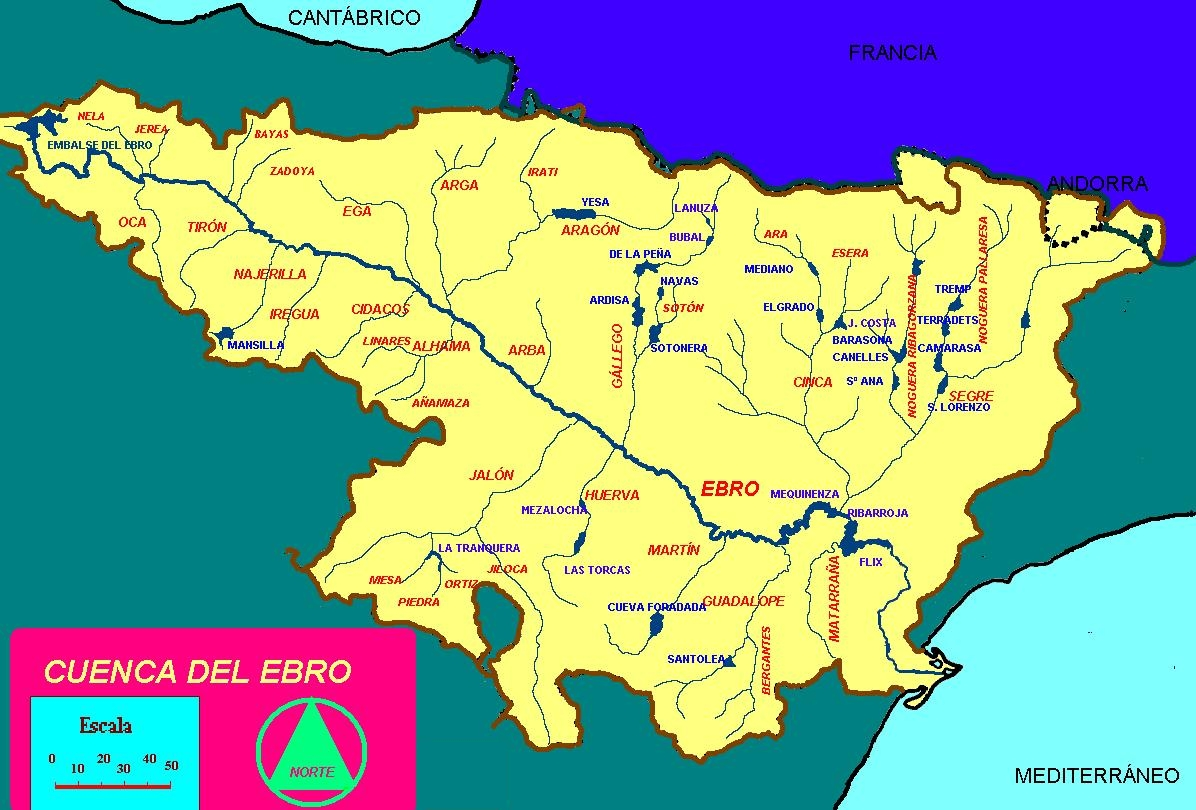
Einzugsgebiet des Ebro

Der Rio Oca ist ein ca. 70 Kilometer langer Nebenfluss des Ebro. Er entspringt im Iberischen Gebirge und durchfließt von Süden nach Norden die Comarca Montes de Oca sowie die fruchtbare Agrarlandschaft der Bureba und mündet etwa fünf Kilometer nordwestlich von Oña in den Ebro.

## Nebenflüsse
| links - Río Cerratón - Río Anguilas - Río Homino | rechts - Río Matapán |

## Stausee
Die Presa de Alba (auch Presa de Oca) ist ein kleiner Stausee von etwa einem Kilometer Länge und maximal 250 Meter Breite; er befindet sich etwa vier Kilometer südlich von Villafranca Montes de Oca.

## Orte
Der Río Oca durchfließt folgende Gemeinden in der Provinz Burgos: Rábanos, Villafranca Montes de Oca, Valle de Oca, Alcocero de Mola, Prádanos de Bureba, Briviesca, Vileña, Los Barrios de Bureba und Oña.

## Sehenswürdigkeiten
Die Stadt Briviesca beherbergt die bedeutendsten Sehenswürdigkeiten entlang des Flusslaufs des Río Oca; der gesamte Ortskern ist als Conjunto histórico-artístico anerkannt. Daneben gibt es noch einige versteckt liegende Bauten wie die Einsiedelei Ermita de Oca bei Villafranca Montes de Oca.

## Weblinks

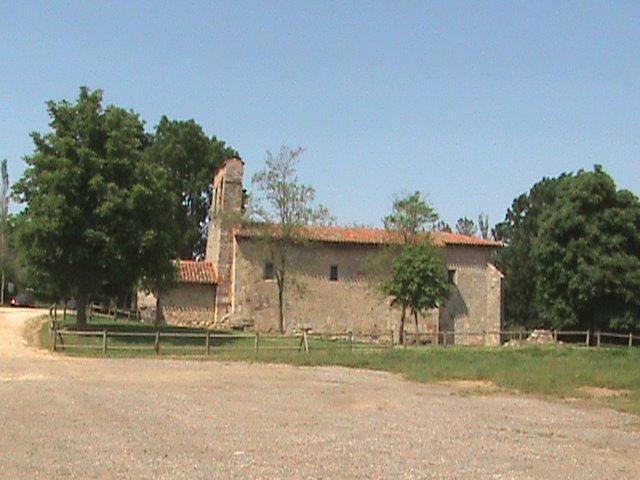
Einsiedelei Ermita de Oca bei Villafranca Montes de Oca